# Goryphus almus
Goryphus almus là một loài tò vò trong họ Ichneumonidae.